# Campeonato Uruguaio de Futebol de 2007–08
O Campeonato Uruguaio de Futebol de 2007–08 foi a 77ª edição da era profissional do Campeonato Uruguaio. O Defensor Sporting, vencedor do Torneio Apertura, e o Peñarol, vencedor do Torneio Clausura, jogaram a semifinal da competição, onde o Defensor ganhou a partida e sagrou-se campeão uruguaio sem a necessidade de uma final, já que o time Violeta ficou em primeiro lugar na tabela acumulada, que é a soma dos pontos obtidos nos torneios Apertura e Clausura.

## Regulamento
As equipes participantes jogam os torneios Apertura e Clausura, no segundo semestre de 2007 e no primeiro de 2008, respectivamente. Ambos os torneios são sob o sistema de pontos corridos, em um único turno.
Os campeões dos Torneios Apertura e Clausura disputam uma semifinal. O ganhador da partida enfrenta o vencedor da tabela acumulada (soma dos pontos obtidos nos torneios Apertura e Clausura) em dois jogos finais, onde quem vencer torna-se o campeão do Campeonato Uruguaio.
Com tal regulamento, existem duas possibilidades de haver um campeão sem a disputa da final: no caso de um time vencer um dos Torneios, Apertura ou Clausura, e vencer também a tabela acumulada, basta derrotar seu oponente na semifinal para sagrar-se campeão antecipado, já que teria terminado a tabela acumulada no primeiro lugar. A outra possibilidade é uma equipe ganhar os dois Torneios, Apertura e Clausura, para sagrar-se campeã, já que por consequência disso terminaria na primeira colocação da tabela acumulada e não haveria necessidade de jogar sequer semifinal.
A tabela de descenso consiste na soma dos pontos da tabela acumulada desta temporada e da temporada passada. As equipes que subiram da Segunda Divisão tem seus pontos multiplicados por 2. São rebaixados à Segunda Divisão os três piores clubes colocados na tabela de descenso.

## Classificação

### Torneio Apertura
O Torneio Apertura começou em 18 de agosto de 2007 e terminou em 9 de dezembro do mesmo ano.
| Pos | Equipe               | Pts | J  | V  | E | D  | GP | GC | SG  |
| --- | -------------------- | --- | -- | -- | - | -- | -- | -- | --- |
| 1º  | Defensor Sporting    | 35  | 15 | 11 | 2 | 2  | 26 | 10 | 16  |
| 2º  | Danubio              | 31  | 15 | 9  | 4 | 2  | 34 | 14 | 20  |
| 3º  | Rampla Juniors       | 31  | 15 | 9  | 4 | 2  | 21 | 12 | 9   |
| 4º  | River Plate          | 24  | 15 | 7  | 3 | 5  | 37 | 27 | 10  |
| 5º  | Nacional             | 24  | 15 | 6  | 6 | 3  | 19 | 12 | 7   |
| 6º  | Juventud             | 24  | 15 | 6  | 6 | 3  | 16 | 10 | 6   |
| 7º  | Cerro                | 23  | 15 | 5  | 8 | 2  | 16 | 14 | 2   |
| 8º  | Montevideo Wanderers | 21  | 15 | 6  | 3 | 6  | 24 | 26 | -2  |
| 9º  | Fénix                | 20  | 15 | 4  | 8 | 3  | 14 | 14 | 0   |
| 10º | Central Español      | 18  | 15 | 5  | 3 | 7  | 22 | 28 | -6  |
| 11º | Peñarol              | 17  | 15 | 4  | 5 | 6  | 21 | 23 | -2  |
| 12º | Tacuarembó           | 17  | 15 | 4  | 5 | 6  | 15 | 21 | -6  |
| 13º | Miramar Misiones     | 13  | 15 | 4  | 1 | 10 | 9  | 20 | -11 |
| 14º | Liverpool            | 12  | 15 | 3  | 3 | 9  | 19 | 24 | -5  |
| 15º | Progreso             | 11  | 15 | 3  | 2 | 10 | 14 | 38 | -24 |
| 16º | Bella Vista          | 6   | 15 | 1  | 3 | 11 | 14 | 28 | -14 |

|  | Campeão do Torneio Apertura e classificado à semifinal. |

### Torneio Clausura
O Torneio Clausura começou em 16 de fevereiro de 2008 e terminou em 9 de junho do mesmo ano.
| Pos | Equipe               | Pts | J  | V  | E | D | GP | GC | SG  |
| --- | -------------------- | --- | -- | -- | - | - | -- | -- | --- |
| 1º  | River Plate          | 37  | 15 | 12 | 1 | 2 | 48 | 17 | 31  |
| 2º  | Peñarol              | 37  | 15 | 12 | 1 | 2 | 40 | 15 | 25  |
| 3º  | Liverpool            | 31  | 15 | 9  | 4 | 2 | 36 | 21 | 15  |
| 4º  | Defensor Sporting    | 31  | 15 | 10 | 1 | 4 | 41 | 27 | 14  |
| 5º  | Nacional             | 31  | 15 | 10 | 1 | 4 | 33 | 21 | 12  |
| 6º  | Montevideo Wanderers | 23  | 15 | 7  | 2 | 6 | 20 | 25 | -5  |
| 7º  | Progreso             | 18  | 15 | 6  | 0 | 9 | 23 | 30 | -7  |
| 8º  | Bella Vista          | 17  | 15 | 5  | 2 | 8 | 17 | 24 | -7  |
| 9º  | Tacuarembó           | 17  | 15 | 5  | 2 | 8 | 18 | 29 | -11 |
| 10º | Juventud             | 16  | 15 | 4  | 4 | 7 | 14 | 19 | -5  |
| 11º | Rampla Juniors       | 16  | 15 | 4  | 4 | 7 | 13 | 32 | -19 |
| 12º | Danubio              | 15  | 15 | 4  | 3 | 8 | 24 | 33 | -9  |
| 13º | Central Español      | 14  | 15 | 4  | 2 | 9 | 16 | 24 | -8  |
| 14º | Miramar Misiones     | 14  | 15 | 4  | 2 | 9 | 18 | 27 | -9  |
| 15º | Cerro                | 14  | 15 | 4  | 2 | 9 | 14 | 25 | -11 |
| 16º | Fénix                | 12  | 15 | 3  | 3 | 9 | 19 | 25 | -6  |

|  | Disputam uma final para determinar o campeão do Torneio Clausura. |

#### Final do Torneio Clausura
| {{{data}}} | River Plate                                          | 3 – 5                     | Peñarol                                                        | Estádio Centenário, Montevidéu |
|            | Alcoba 8' (g.c.) · Tiscornia 31' · Urretaviscaya 40' | data = 9 de junho de 2008 | Alcoba 29' · Correa 44' · Franco 57' · Pacheco 78' · Bueno 83' | Árbitro: Jorge Larrionda       |

### Tabela acumulada
A tabela acumulada resulta na soma dos pontos obtidos nos Torneios Apertura e Clausura.
| Pos | Equipe               | Pts | J  | V  | E  | D  | GP | GC | SG  |
| --- | -------------------- | --- | -- | -- | -- | -- | -- | -- | --- |
| 1º  | Defensor Sporting    | 66  | 30 | 21 | 3  | 6  | 67 | 37 | 30  |
| 2º  | River Plate          | 61  | 30 | 19 | 4  | 7  | 85 | 44 | 41  |
| 3º  | Nacional             | 55  | 30 | 16 | 7  | 7  | 52 | 33 | 19  |
| 4º  | Peñarol              | 54  | 30 | 16 | 6  | 8  | 61 | 38 | 23  |
| 5º  | Rampla Juniors       | 47  | 30 | 13 | 8  | 9  | 34 | 44 | -10 |
| 6º  | Danubio              | 46  | 30 | 13 | 7  | 10 | 58 | 47 | 11  |
| 7º  | Montevideo Wanderers | 44  | 30 | 13 | 5  | 12 | 44 | 51 | -7  |
| 8º  | Liverpool            | 43  | 30 | 12 | 7  | 11 | 55 | 45 | 10  |
| 9º  | Juventud             | 40  | 30 | 10 | 10 | 10 | 30 | 29 | 1   |
| 10º | Cerro                | 37  | 30 | 9  | 10 | 11 | 30 | 39 | -9  |
| 11º | Tacuarembó           | 34  | 30 | 9  | 7  | 14 | 33 | 50 | -17 |
| 12º | Fénix                | 32  | 30 | 7  | 11 | 12 | 33 | 39 | -6  |
| 13º | Central Español      | 32  | 30 | 9  | 5  | 16 | 38 | 52 | -14 |
| 14º | Progreso             | 29  | 30 | 9  | 2  | 19 | 37 | 68 | -31 |
| 15º | Miramar Misiones     | 27  | 30 | 8  | 3  | 19 | 27 | 47 | -20 |
| 16º | Bella Vista          | 23  | 30 | 6  | 5  | 19 | 31 | 52 | -21 |

|  | Vencedor da tabela acumulada, classificado à final e à Liguilla Pré-Libertadores. |
|  | Classificados à Liguilla Pré-Libertadores.                                        |

### Tabela de descenso
A tabela de descenso consiste na soma do pontos da tabela acumulada desta temporada e da temporada passada. As equipes que subiram da Segunda Divisão tem seus pontos multiplicados por 2.
| Pos | Equipe               | Pts | J  | V  | E  | D  | GP  | GC  | SG  |
| --- | -------------------- | --- | -- | -- | -- | -- | --- | --- | --- |
| 1º  | Defensor Sporting    | 125 | 60 | 38 | 11 | 11 | 124 | 69  | 55  |
| 2º  | Peñarol              | 118 | 60 | 35 | 13 | 12 | 125 | 76  | 49  |
| 3º  | Danubio              | 112 | 60 | 34 | 10 | 16 | 120 | 74  | 46  |
| 4º  | Nacional             | 100 | 60 | 29 | 13 | 18 | 94  | 77  | 17  |
| 5º  | River Plate          | 97  | 60 | 28 | 13 | 19 | 126 | 91  | 35  |
| 6º  | Montevideo Wanderers | 97  | 60 | 29 | 10 | 21 | 97  | 90  | 7   |
| 7º  | Liverpool            | 85  | 60 | 24 | 13 | 23 | 102 | 89  | 13  |
| 8º  | Juventud[a]          | 80  | 30 | 10 | 10 | 10 | 30  | 29  | 1   |
| 9º  | Rampla Juniors       | 79  | 60 | 21 | 16 | 23 | 69  | 91  | -22 |
| 10º | Bella Vista          | 74  | 60 | 22 | 8  | 30 | 79  | 90  | -11 |
| 11º | Cerro[a]             | 74  | 30 | 9  | 10 | 11 | 30  | 39  | -9  |
| 12º | Tacuarembó           | 70  | 60 | 17 | 19 | 24 | 73  | 89  | -16 |
| 13º | Central Español      | 66  | 60 | 19 | 9  | 32 | 69  | 100 | -31 |
| 14º | Fénix[a]             | 64  | 30 | 7  | 11 | 12 | 33  | 39  | -6  |
| 15º | Miramar Misiones     | 61  | 60 | 17 | 10 | 33 | 63  | 93  | -30 |
| 16º | Progreso             | 60  | 60 | 16 | 12 | 32 | 75  | 120 | -45 |

- a ^  Juventud, Cerro e Fénix tiveram seus pontos duplicados por 2, já que disputaram a Segunda Divisão na temporada anterior.

|  | Rebaixados à Segunda Divisão. |

Promovidos para a próxima temporada: Racing, Cerro Largo e Villa Española.

## Fase final
|  | Semifinal                               | Semifinal | Semifinal |  |  | Final                                   | Final | Final |
|  |                                         |           |           |  |  |                                         |       |       |
|  |                                         |           |           |  |  |                                         |       |       |
|  | Defensor (Vencedor do Torneio Apertura) | 2         | 0         |  |  |                                         |       |       |
|  | Peñarol (Vencedor do Torneio Clausura)  | 1         | 0         |  |  |                                         |       |       |
|  |                                         |           |           |  |  |                                         |       |       |
|  |                                         |           |           |  |  | Defensor (Vencedor da semifinal)        | —     | —     |
|  |                                         |           |           |  |  | Defensor (Vencedor da tabela acumulada) | —     | —     |
|  |                                         |           |           |  |  |                                         |       |       |

### Semifinal
O Defensor Sporting eliminou o Peñarol na semifinal e se consagrou campeão da competição sem a necessidade de uma final, já que os Violetas terminaram na primeira colocação da tabela acumulada.

#### Primeira partida
| {{{data}}} | Peñarol          | 1 – 2                      | Defensor Sporting                | Estádio Centenário, Montevidéu          |
|            | Aguirregaray 44' | data = 22 de junho de 2008 | Lamas 8' · Gaglianone 21' (pen.) | Público: 35 000 Árbitro: Líber Prudente |

#### Segunda partida
| {{{data}}} | Defensor Sporting | 0 – 0                      | Peñarol | Estádio Centenário, Montevidéu           |
|            |                   | data = 25 de junho de 2008 |         | Público: 15 000 Árbitro: Roberto Silvera |

- Defensor Sporting classificado à Copa Libertadores da América de 2009.

## Artilheiros

### Torneio Apertura
| Jogador             | Equipe               | Gols |
| ------------------- | -------------------- | ---- |
| Richard Porta       | River Plate          | 19   |
| Cristhian Stuani    | Danubio              | 19   |
| Nicolás Nicolay     | Tacuarembó           | 9    |
| Álvaro Navarro      | Defensor Sporting    | 8    |
| José María Franco   | Peñarol              | 6    |
| Danilo Peinado      | Montevideo Wanderers | 6    |
| Osvaldo Canobbio    | Liverpool            | 5    |
| Sebastián Fernández | Defensor Sporting    | 5    |
| Bruno Fornaroli     | Nacional             | 5    |
| Germán Hornos       | Central Español      | 5    |
| Mathías Riquero     | Progreso             | 5    |
| Julio Rodríguez     | Montevideo Wanderers | 5    |

### Torneio Clausura
| Jogador                | Equipe      | Gols |
| ---------------------- | ----------- | ---- |
| Paulo Pezzolano        | Liverpool   | 12   |
| Carlos Bueno           | Peñarol     | 11   |
| Henry Giménez          | River Plate | 11   |
| Sergio Souza           | River Plate | 10   |
| Bruno Fornaroli        | Nacional    | 10   |
| Jonathan Urretaviscaya | River Plate | 9    |
| Diego Ifrán            | Fénix       | 9    |

### Tabela acumulada
| Jogador          | Equipe      | Gols |
| ---------------- | ----------- | ---- |
| Richard Porta    | River Plate | 19   |
| Cristhian Stuani | Danubio     | 19   |
| Bruno Fornaroli  | Nacional    | 15   |

## Liguilla Pré-Libertadores da América
A Liguilla Pré-Libertadores da América de 2008 foi a 34ª edição da história da Liguilla Pré-Libertadores, competição disputada entre as temporadas de 1974 e 2008–09, a fim de definir quais seriam os clubes representantes do futebol uruguaio nas competições da CONMEBOL. O torneio de 2008 consistiu em uma competição com um turno, no sistema de todos contra todos. Como Nacional e Defensor Sporting empataram em número de pontos, foi jogada uma partida final para decidir quem venceria a Liguilla Pré-Libertadores. O campeão foi o Nacional, que venceu o Defensor por 1 a 0 na final e obteve seu 8º título da Liguilla.

### Classificação da Liguilla
| Pos | Equipe               | Pts | J | V | E | D | GP | GC | SG |
| --- | -------------------- | --- | - | - | - | - | -- | -- | -- |
| 1º  | Nacional             | 10  | 5 | 3 | 1 | 1 | 12 | 7  | 5  |
| 2º  | Defensor Sporting[b] | 10  | 5 | 3 | 1 | 1 | 8  | 4  | 4  |
| 3º  | Peñarol              | 8   | 5 | 2 | 2 | 1 | 9  | 8  | 1  |
| 4º  | River Plate          | 5   | 5 | 1 | 2 | 2 | 8  | 10 | -2 |
| 5º  | Danubio              | 4   | 5 | 1 | 1 | 3 | 4  | 6  | -2 |
| 6º  | Rampla Juniors       | 4   | 5 | 1 | 1 | 3 | 5  | 11 | -6 |

b ^  O Defensor Sporting já havia garantido vaga à Copa Libertadores da América de 2009 por ter sido campeão do Campeonato Uruguaio.
|  | Classificado à Libertadores de 2009 e disputa a final da Liguilla com o Defensor Sporting.                       |
|  | Classificado à Libertadores de 2009 e à Copa Sul-Americana de 2008 e disputa a final da Liguilla com o Nacional. |
|  | Classificado à Libertadores de 2009.                                                                             |
|  | Classificado à Copa Sul-Americana de 2008.                                                                       |

### Final da Liguilla
| {{{data}}} | Nacional   | 1 – 0                      | Defensor Sporting | Estádio Centenário, Montevidéu |
|            | García 69' | data = 27 de julho de 2008 |                   | Árbitro: Jorge Larrionda       |

## Clubes classificados às competições da CONMEBOL

### Copa Libertadores da América de 2009
|   | Equipe            | Classificação                   |
| - | ----------------- | ------------------------------- |
| 1 | Defensor Sporting | Campeão Uruguaio de 2007–08     |
| 2 | Nacional          | Campeão da Liguilla de 2008     |
| 3 | Peñarol           | 3º colocado da Liguilla de 2008 |

### Copa Sul-Americana de 2008
|   | Equipe            | Classificação                   |
| - | ----------------- | ------------------------------- |
| 1 | Defensor Sporting | 2º colocado da Liguilla de 2008 |
| 2 | River Plate       | 4º colocado da Liguilla de 2008 |

## Premiação
| Campeonato Uruguaio de 2007–08        |
| ------------------------------------- |
| Defensor Sporting Campeão (4º título) |